# Некрополь в Тире (Суре)

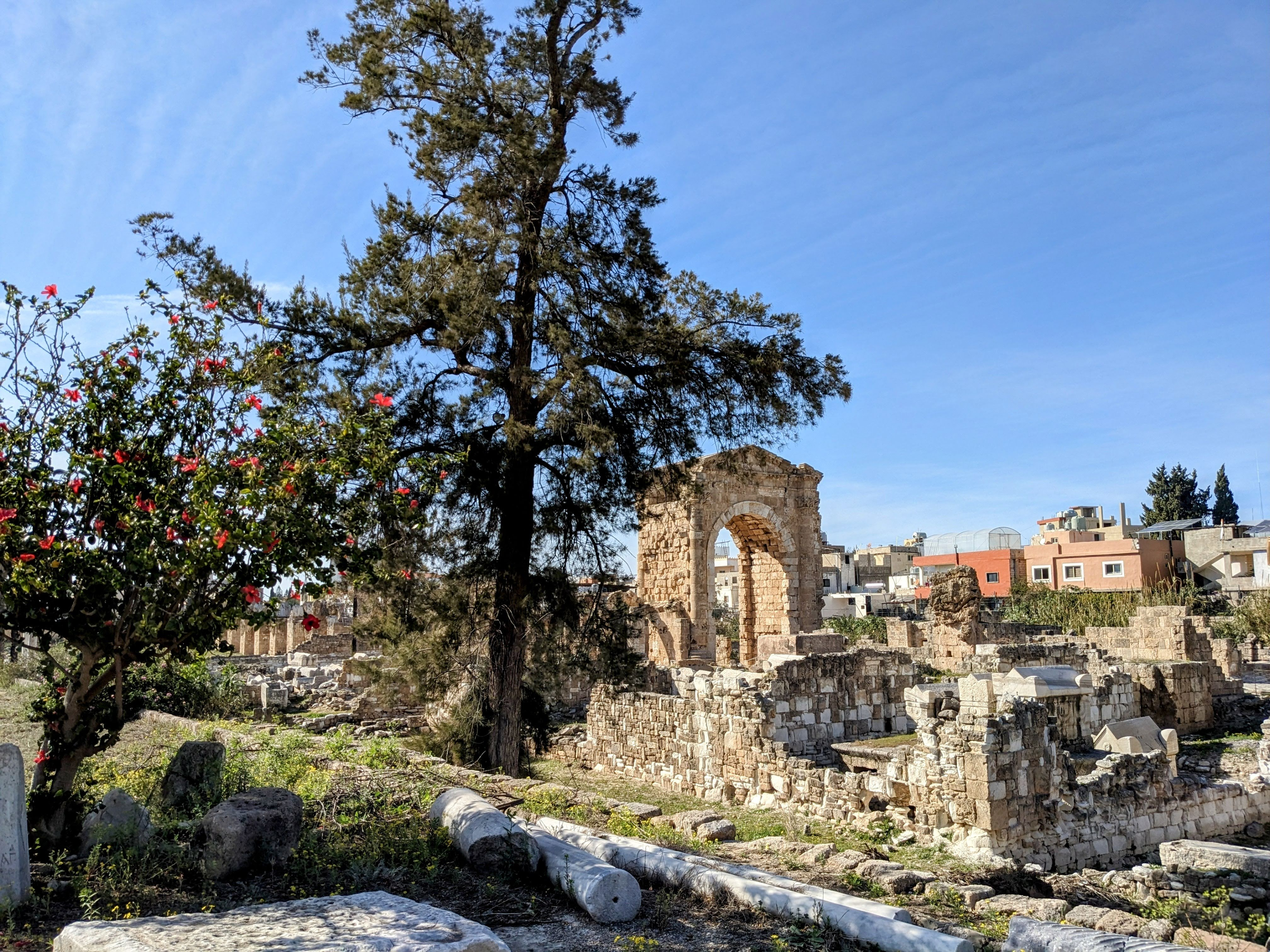
Комплекс сооружений, известный как Эль-Басс, включает в себя ипподром, некрополь и остатки древнего города.

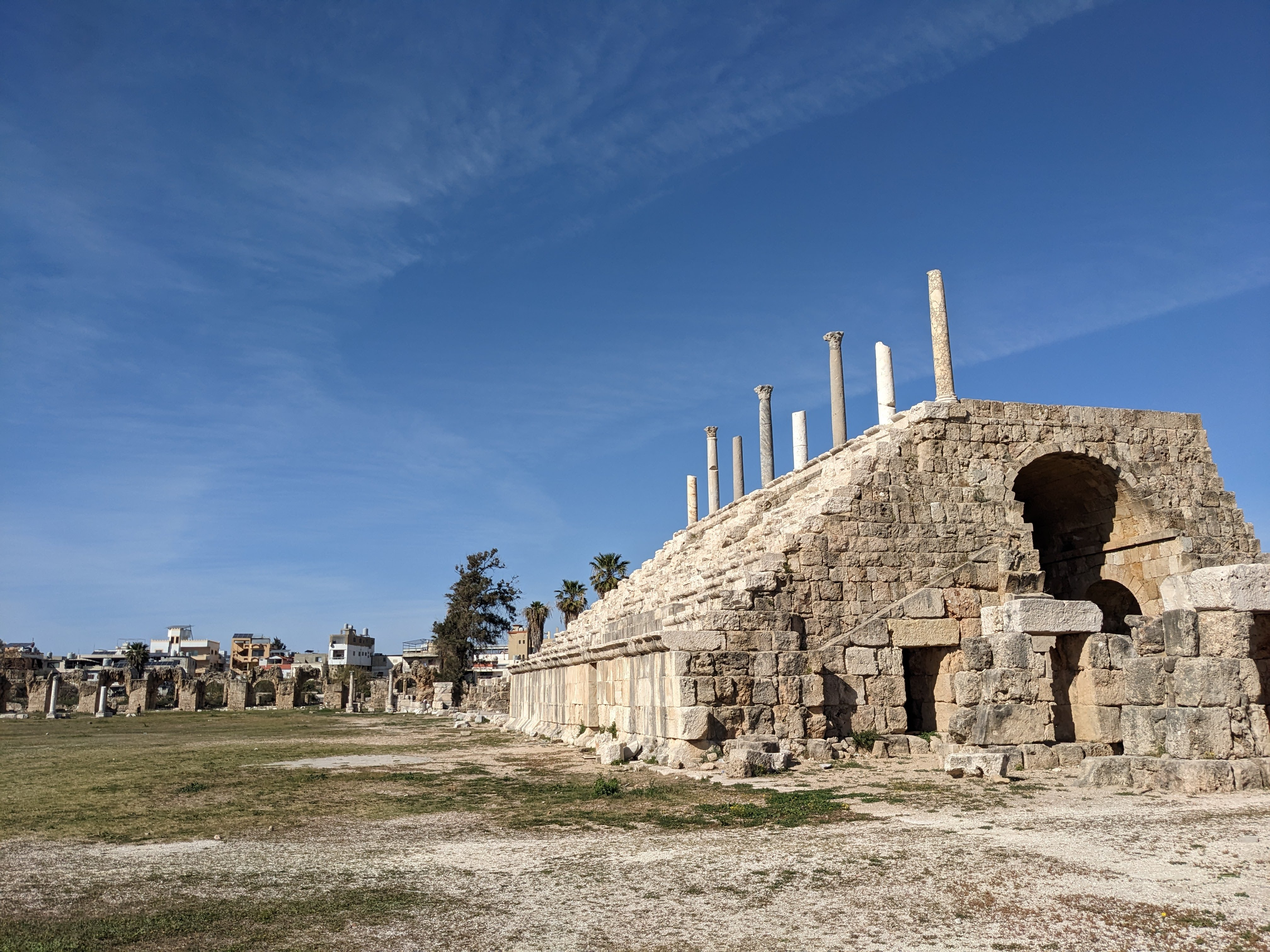
Комплекс Эль-Басс на фоне стены, отгораживающей лагерь беженцев, март 2023

Некрополь Эль-Басс (или археологический комплекс Эль-Басс) в древнем городе Тир (Сур) в Южном Ливане является объектом Всемирного наследия ЮНЕСКО. Расположен рядом с лагерем беженцев Эль-Басс, от которого отделен стеной. Некрополь, являвшийся главным входом в город в античные времена, расположен по обе стороны широкой римско-византийской дороги, над которой возвышается триумфальная арка II века. Другими  монументальными руинами этого археологического района являются акведук, по которому вода поступала в город и ипподром.

## Римско-византийский некрополь

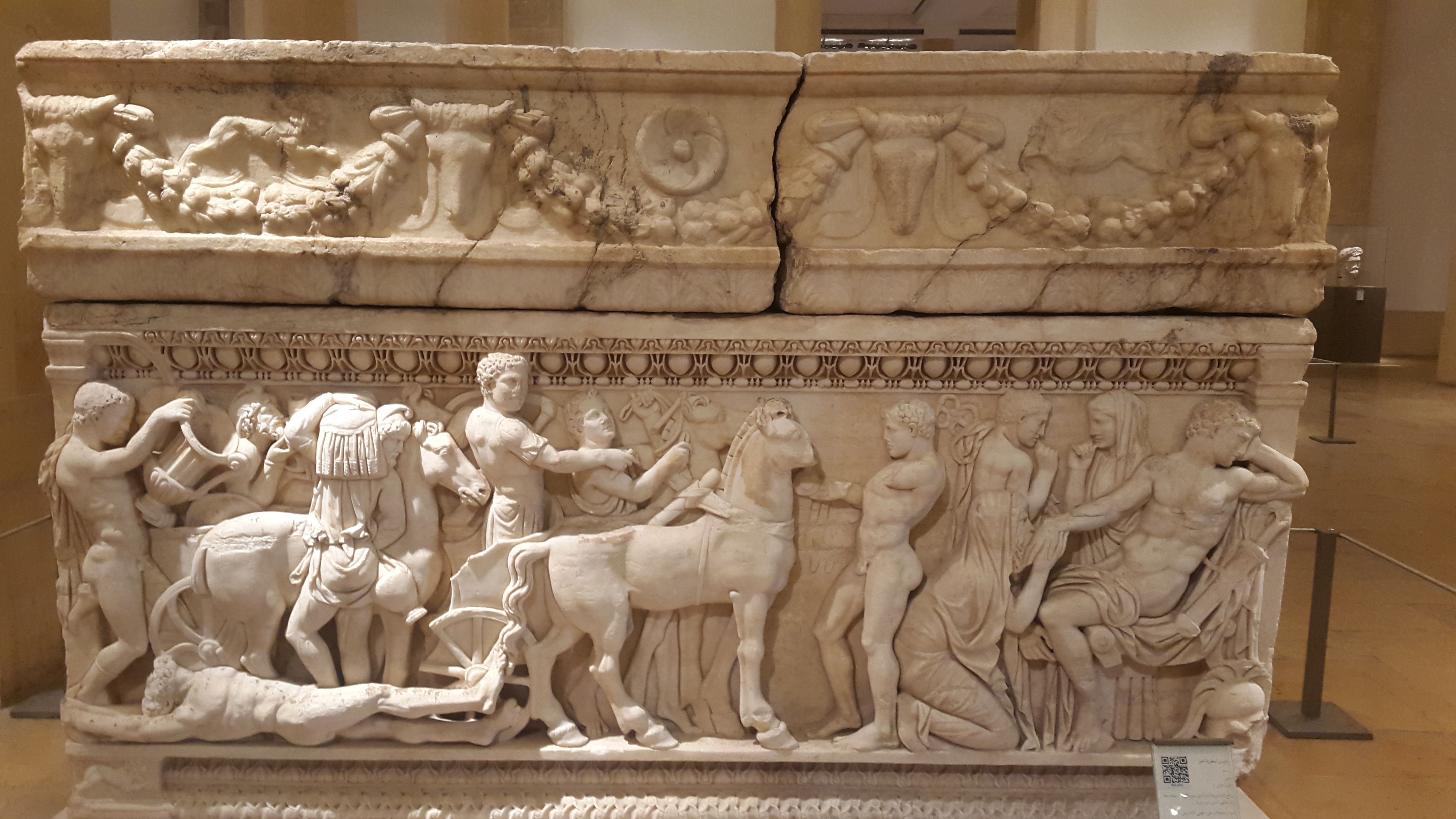
Саркофаг с легендой об Ахиллесе, найденный в Тире, сейчас находится в Национальном музее Бейрута.

Обнаруженный в 1962 году некрополь состоит из сотен каменных и мраморных саркофагов римской и византийской эпох. На некоторых из них присутствуют греческие надписи или имена похороненных людей, а также их профессии, например, «богатый производитель пурпурных красок». Саркофаги украшены фресками и барельефами произведений Гомера и других древних авторов.

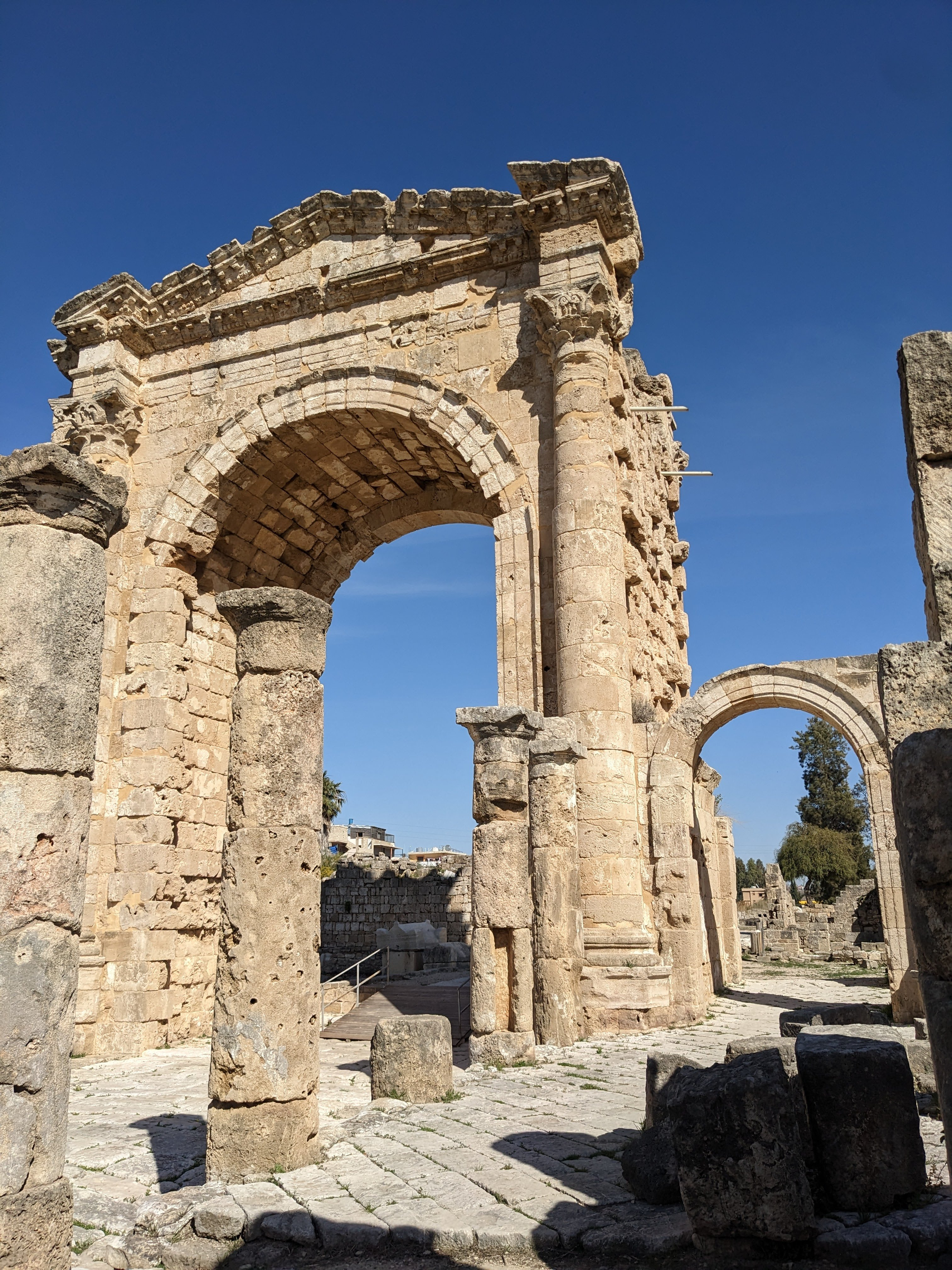
Триумфальная арка, Тир, археологический комплекс Эль-Басс, март 2023

Триумфальная арка — один из самых впечатляющих объектов этого места. Арка была разрушена, но реконструирована в наше[какое?] время.

## Финикийский некрополь
В северной части участка находится финикийский некрополь девятого века до нашей эры, представляет собой раскопки урновых погребений.

## Сохранение наследия
В период гражданской войны часть объектов культурного наследия была повреждена. Большинстве повреждений произошли в 1982 и 1996 годах во время израильских наступлений на юге Ливана. Особый урон нанесен фрескам.  Боевые действия в 2006 году угрожали объекту, поскольку было обстреляно соседнее здание. Городская застройка Тира шла бесконтрольно со стороны властей, поэтому в непосредственной близости от объекта построены многочисленные высотные[прояснить] сооружения, в том числе лагерь для беженцев. Кроме того, развалины древнего города были серьёзно разграблены.
Целостность объектов по-прежнему находится под угрозой из-за разрастания города, спекуляций со строительством, а также разрушения камня от загрязнения воздуха.